# Nordlig kalkkuddmossa
Nordlig kalkkuddmossa (Gymnostomum boreale) är en bladmossart som beskrevs av Elsa Cecilia Nyholm och Lars Hedenäs 1986. Nordlig kalkkuddmossa ingår i släktet kalkkuddmossor, och familjen Pottiaceae. IUCN kategoriserar arten globalt som livskraftig. Enligt den finländska rödlistan är arten akut hotad i Finland. Arten har ej påträffats i Sverige. Artens livsmiljö är kalkstensklippor och kalkbrott. Inga underarter finns listade i Catalogue of Life.